# 路温舒
路 温舒（ろ おんじょ、生没年不詳）は、前漢の人。字は長君。鉅鹿郡鉅鹿県東里の人。漢の宣帝の頃の人。

## 略歴
路温舒は祖父より天文や暦を学んだ。父は里の門の担当で、路温舒に羊を養わせた。路温舒は沢の蒲を切って簡にし、書を伝写して勉強した。その後、獄の小吏となり、律令を学んで獄史に転じ、県では疑わしい事があると皆彼に訊くようになった。太守は彼を抜擢して決曹史とした。
路温舒は更に『春秋』を学んで大義に通じるようになった。孝廉に推挙されて山邑県丞となったが法に触れて罷免され、また郡吏となった。
元鳳年間、廷尉の李光が彼を奏曹掾にし、廷尉史を兼ねた。
そんな折、昭帝が死亡して昌邑王劉賀が即位したが廃位され、宣帝が即位した。路温舒はそこで上書し、徳を尊び刑罰を緩めるよう提案した。宣帝はその発言を良く感じ、広陽私府長に任命した。
内史が路温舒を文学高第に推挙し、右扶風丞となった。当時、匈奴の使者となる大臣を選ばせていたところであったが、路温舒は上書して匈奴の使者となることを自ら願い出た。その件は度遼将軍范明友・太僕杜延年が担当して彼に事情を尋ねたが、元の官に帰された。しばらくして臨淮太守となり、優れた治績を挙げ、在官のまま死亡した。路温舒の子孫は皆大官となった。
路温舒は祖父から学んだ天文・暦の知識より漢の厄が「三七の間」にあると思い、封事を奉ってそれをあらかじめ戒めた。同じ事は成帝の時代に谷永も発言した。そして漢が興ってから210年後（3×7＝21）に平帝が死亡した。王莽は漢に取って代わろうと考えると、その言葉を世に出した。